# Iso-Valkeinen (sjö i Vieremä, Norra Savolax)
Iso-Valkeinen är en sjö i kommunerna Vieremä och Idensalmi i landskapet Norra Savolax i Finland. Sjön ligger 109,1 meter över havet. Den är 15,8 meter djup. Arean är 55 hektar och strandlinjen är 4,1 kilometer lång. Sjön  ingår i Vuoksens huvudavrinningsområde.   Den ligger omkring 92 kilometer norr om Kuopio och omkring 400 kilometer norr om Helsingfors. 